# George Atwood
George Atwood (octubre de 1745 – 11 de julio de 1807) fue un físico y matemático inglés que diseñó una máquina, llamada desde entonces la máquina de Atwood, creada para verificar las leyes mecánicas newtonianas del movimiento uniformemente acelerado. 
También fue un renombrado jugador de ajedrez, recordado sobre todo por su capacidad para memorizar muchas de sus propias partidas y las de otros jugadores, incluyendo entre otros, al principal maestro de su época, François-André Danican Philidor. Su obra publicada póstumamente sobre ajedrez ha dejado una invaluable memoria histórica para futuras generaciones. 

## Biografía
Atwood nació en el barrio londinense de Westminster, en una fecha desconocida aunque, presumiblemente cercana a la fecha de su bautismo, el 15 de octubre de 1745. A los 19 años fue admitido en el Trinity College de Cambridge. Se graduó en 1769 y obtuvo el primer Premio Smith, en su edición inaugural de 1769. En el Trinity College llegó a ocupar los cargos de fellow y, después, tutor. En 1776 fue elegido miembro de la Royal Society de Londres.
En 1784 dejó Cambridge y poco después obtuvo del primer ministro británico, William Pitt el Joven, la patente (cargo oficial) de investigador de aduanas, lo que requería muy poca atención y un buen sueldo (500 Libras anuales): esto le permitió dedicar una parte considerable de su tiempo a las matemáticas y la física. Este mismo año inventó la máquina que lleva su nombre como desarrollo experimental probatorio del movimiento uniformemente acelerado descrito por las leyes de Newton, mediante un par de masas de diferente peso y colgando de ambos extremos de una cuerda de una misma polea, supuestas ambas sin masa. 
George Atwood murió soltero en Westminster a la edad de 61 años, y fue enterrado allí en la Iglesia de Saint Margaret de Westminster.

## Obra selecta
Las obras científicas de Atwood son en exclusiva artículos publicados en las Philosophical Transactions de la Royal Society de la que era miembro, por uno de los cuales obtuvo la Medalla Copley en 1796. Son los siguientes:
- Analysis of a Course of Lectures on the Principles of Natural Philosophy (Cambridge, 1784).
- Treatise on the Rectilinear Motion and Rotation of Bodies (Cambridge, 1784), que describe algunos experimentos interesantes, por medio de los cuales las verdades mecánicas pueden quedar ocularmente expuestas y demostradas; describe en este artículo la máquina que lleva su nombre, diseñada para verificar experimentalmente las leyes de la aceleración del movimiento.
- Review of the Statutes and Ordinances of Assize which have been established in England from the 4th year of King John, 1202, to the 37th of his present Majesty (Londres, 1801), un trabajo sobre investigación histórica de un asunto de leyes.
- Dissertation on the Construction and Properties of Arches (Londres, 1801), sobre el comportamiento mecánico y estabilidad de los arcos arquitectónicos.

Varias partidas de ajedrez registradas por Atwood fueron publicadas póstumamente por George Walker en Londres, 1835, bajo el nombre de Selection of Games at Chess, actually played by Philidor and his Contemporaries (Selección de partidas de ajedrez, jugadas realmente por Philidor y sus contemporáneos). George Atwood fue uno de los pocos maestros que pudieron vencer, en alguna ocasión, a un campeón de la época, Verdoni. 

## Eponimia
- El cráter lunar Atwood lleva este nombre en su memoria.[3]
- El coeficiente adimensional que minora (es la media de la diferencia de masas) a la aceleración de la gravedad para calcular la aceleración uniforme en el experimento de la máquina de Atwood, también se ha denominado en su honor número de Atwood, sobre todo, al incluir el cambio de las masas por las densidades, en su aplicación a fluidos.